# Печери Ірландії
На острові знаходяться 15 порожнин довше 2 км (Полнаголлум, 12100 м; Дулін, 10500 м) і 3 порожнини глибше 100 м (Каррумор, -142 м; Пулліска, -126 м). Багато з них було досліджено ще за часів Мартеля.